# Гамма Цефея A b
Гамма Цефея A b или Тадмор — экзопланета, обнаруженная в двойной системе Гамма Цефея у главного компаньона — оранжевого субгиганта Гамма Цефея A в 1988 году, но окончательно подтверждена лишь в 2003 году.

## История открытия

### Обнаружение
Впервые внесолнечная планета была найдена у звезды Гамма Цефея A канадскими астрономами Кэмпбеллом (Bruce Campbell), Уолкером (Gordon Walker) и Янгом (Stephenson Yang) в 1988 году. В 1989 году о существовании планеты Гамма Цефея A b также объявили Э. Лаутон (Anthony Lawton) и П. Райт (P. Wright). Однако, в 1992 году открытие экзопланеты было поставлено под сомнение из-за недостаточной точности измерений, проводившихся в то время.

### Подтверждение
24 сентября 2003 года, Гамма Цефея A b была наконец подтверждена. Вильям Кохран (William D. Cochran), Арти Хатцес (Artie P. Hatzes) и другие астрономы (McDonald Observatory, штат Техас), объявили о подтверждении существования планеты у Гамма Цефея A с минимальной массой — 1,59 MJ.

### Hipparcos
В 2006 году, после измерений проведённых спутником Hipparcos, было доказано, что Гамма Цефея A b планета, а не коричневый карлик. С точностью 95 % масса Гамма Цефея A b ниже 13 MJ и с точностью 99,73 % — меньше 16,9 MJ.

## Физические характеристики
Гамма Цефея A b находится на расстоянии 45 световых лет от Солнца. Оборот вокруг своей звезды, она совершает по слегка вытянутой орбите (эксцентриситет — 0,115) почти за два с половиной года (903 дня). Расстояние до материнской звезды — 2,044 а. е. (1,81 а. е. — 2,28 а. е.), то есть дальше, чем Марс от Солнца. Гамма Цефея A b является газовым гигантом. Оцениваемая минимальная масса этой планеты минимум в полтора раза больше массы Юпитера.